# Campionatul European de Scrimă din 2003
Campionatul European de Scrimă din 2003 s-a desfășurat în perioada 29 iunie-3 iulie la Bourges în Franța.

## Rezultate

### Masculin
| Probă             | Aur                                                                          | Argint                                                                     | Bronz                                                                         |
| Spadă             | Gábor Boczkó (HUN)                                                           | Pavel Kolobkov (RUS)                                                       | Tomasz Motyka (POL) · Hugues Obry (FRA)                                       |
| Spadă pe echipe   | Franța Hugues Obry Gauthier Grumier Benoît Janvier Jean-Michel Lucenay       | Ucraina Dmîtro Kariucenko Dmîtro Ciumak Vitalii Oșarov Oleksandr Horbaciuk | Italia Davide Schaier Alessandro Bossalini Diego Confalonieri Giacomo Falcini |
| Floretă           | Simon Senft (GER)                                                            | João Gomes (POR)                                                           | Richard Breutner (GER) · Jean-Noël Ferrari (FRA)                              |
| Floretă pe echipe | Franța Jean-Noël Ferrari Erwann Le Péchoux Antoine Mercier Térence Joubert   | Ungaria Attila Juhász Adam Vizler Bence Juhász Mark Marsi                  | Rusia Vadim Aiupov Viaceslav Pozdniakov Ruslan Nasibullin Aleksandr Stukalin  |
| Sabie             | Stanislav Pozdniakov (RUS)                                                   | Aleksei Iakimenko (RUS)                                                    | Boris Sanson (FRA) · Luigi Tarantino (ITA)                                    |
| Sabie pe echipe   | Rusia Aleksei Frosin Aleksei Diacenko Stanislav Pozdniakov Aleksei Iakimenko | Italia Luigi Tarantino Aldo Montano Giampiero Pastore Giacomo Guidi        | Polonia Marcin Koniusz Arkadiusz Nowinowski Adam Skrodzki Maciej Tomczak      |

### Feminin
| Probă             | Aur                                                                               | Argint                                                                      | Bronz                                                                                  |
| Spadă             | Tatiana Logunova (RUS)                                                            | Maarika Võsu (EST)                                                          | Claire Augros (FRA) · Ildikó Mincza-Nébald (HUN)                                       |
| Spadă pe echipe   | Rusia Tatiana Logunova Oksana Ermakova Anna Sivkova Tatiana Fahrutdinova          | Estonia Maarika Võsu Heidi Rohi Olga Aleksejeva Irina Embrich               | Italia Silvia Rinaldi Sara Cristina Cometti Bianca Del Carretto Francesca Quondamcarlo |
| Floretă           | Gabriella Varga (HUN)                                                             | Valentina Vezzali (ITA)                                                     | Svetlana Boiko (RUS) · Ekaterina Iușeva (RUS)                                          |
| Floretă pe echipe | Polonia Sylwia Gruchała Magdalena Mroczkiewicz Anna Rybicka Małgorzata Wojtkowiak | Italia Valentina Vezzali Margherita Granbassi Ilaria Salvatori Frida Scarpa | Rusia Svetlana Boiko Ekaterina Iușeva Evgenia Lamonova Viktoria Nikișina               |
| Sabie             | Ilaria Bianco (ITA)                                                               | Natalia Makeeva (RUS)                                                       | Edina Csaba (HUN) · Elena Neceaeva (RUS)                                               |
| Sabie pe echipe   | Rusia Natalia Makeeva Elena Neceaeva Ekaterina Fedorkina Sofia Velikaia           | Franța Cécile Argiolas Léonore Perrus Pascale Vignaux Anne-Lise Touya       | Azerbaidjan Elena Jemayeva Iana Siukajeva Elena Amirova Anjela Volkova                 |

## Clasament pe medalii
| Loc   | Țară        | Aur | Argint | Bronz | Total |
| ----- | ----------- | --- | ------ | ----- | ----- |
| 1     | Rusia       | 5   | 3      | 5     | 13    |
| 2     | Franța      | 2   | 1      | 4     | 7     |
| 3     | Ungaria     | 2   | 1      | 2     | 5     |
| 4     | Italia      | 1   | 3      | 3     | 7     |
| 5     | Polonia     | 1   | 0      | 2     | 3     |
| 6     | Germania    | 1   | 0      | 1     | 2     |
| 7     | Estonia     | 0   | 2      | 0     | 2     |
| 8     | Portugalia  | 0   | 1      | 0     | 1     |
| 8     | Ucraina     | 0   | 1      | 0     | 1     |
| 10    | Azerbaidjan | 0   | 0      | 1     | 1     |
| Total | Total       | 12  | 12     | 18    | 42    |